# آن راب
آن راب (بالإنجليزية: Anne Rapp)‏ هي كاتبة سيناريو أمريكية، ولدت في 1951 في تكساس في الولايات المتحدة.

## وصلات خارجية
- آن راب على موقع IMDb (الإنجليزية)
- آن راب على موقع ألو سيني (الفرنسية)
- آن راب على موقع أول موفي (الإنجليزية)
- آن راب على موقع قاعدة بيانات الأفلام السويدية (السويدية)
- آن راب على موقع قاعدة بيانات الفيلم (الإنجليزية)
- آن راب على موقع كينوبويسك (الروسية)